# Brachyta borni
Brachyta borni — вид жесткокрылых из семейства усачей.

## Распространение
Распространён во Франции.

## Описание
Жук длиной от 11 до 15 мм. Время лёта с июня по июль.

## Развитие
Жизненный цикл вида длится два года. Кормовым растением является Potentilla crantzii.